# Cretinismo
Il cretinismo o sindrome da deficit congenito di iodio è una patologia caratterizzata da deficienza mentale e fisica permanente ed è causata solitamente da ipotiroidismo, cioè dalla carenza di ormoni provocata da un malfunzionamento congenito della ghiandola tiroidea o dell'ipofisi; quest'ultima può essere totalmente assente nel feto o nei primi mesi dalla nascita, oppure presentarsi in forma rudimentale, incapace perciò di produrre Tiroxina, Triiodotironina o somatotropina (cretinismo congenito).

Può manifestarsi anche in epoca successiva alla nascita, sempre per grave mancanza di iodio nella dieta alimentare abituale (cretinismo endemico) o se la tiroide è malata o viene asportata chirurgicamente. Per la carenza di ormoni nello stato embrionale avviene una crescita irregolare delle fibre nervose che si collegano in modo irregolare all'interno del cervello causando danni irreversibili quali sordomutismo, nanismo, irregolare crescita delle ossa e delle articolazioni. Solo in rari casi il cretinismo si sviluppa per ereditarietà genetica e, in questo caso, si parla di cretinismo familiare. 

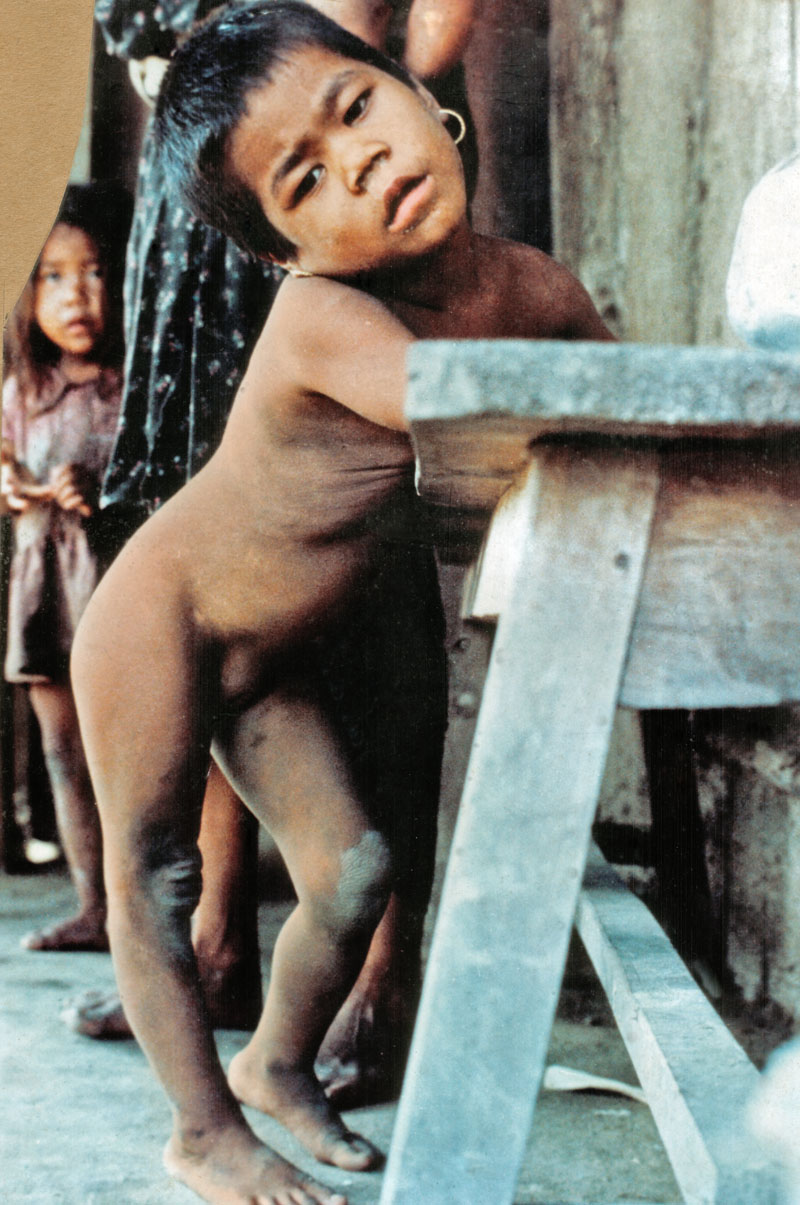
Bambino del Bhutan affetto da cretinismo

## Etimologia
Il termine cretino, oggi usato come insulto, deriverebbe dall'arpitano crétin, cioè cristiano. Anticamente, in tutta la Francia provenzale e nelle valli occitane della Provincia di Cuneo, i chretiéns erano identificati come quelli che, sia per ipotiroidismo congenito, sia per una carenza di iodio, scarso nelle acque potabili di quelle zone, erano spesso colpiti da questa malattia, che si manifestava con lo struma, cioè un rigonfiamento del collo altrimenti detto gozzo, accompagnato da un presunto o manifesto ritardo fisico e mentale, che li rendeva dei bonaccioni, sempliciotti, ingenui e bassi di statura. Ancor oggi, i liguri occidentali e i cuneesi sono spesso bonariamente identificati come quelli col gozzo. I chretiéns inoltre erano identificati come dei poveri, malnutriti, umili e disagiati. La derivazione etimologica del termine viene dalla parola cristiano. Successivamente cretino assunse un significato più dispregiativo.
Il matematico Piergiorgio Odifreddi affermò, nell'opera Perché non possiamo essere cristiani (e meno che mai cattolici), titolo ispirato, come affermato dallo stesso autore, ad altri testi con titoli similari (Perché non possiamo non dirci "cristiani" di Benedetto Croce e Perché non sono cristiano di Bertrand Russell), che il termine cretino era equivalente a quello di cristiano, inteso come povero, condividendo quindi la teoria etimologica, ma sottolineando altresì che il termine non debba essere inteso come denigratorio poiché Cristo stesso, nel Discorso della Montagna, al primo posto nell'elenco delle beatitudini inseriva i poveri in spirito, ai quali è riservato il Regno dei Cieli.

## Storia

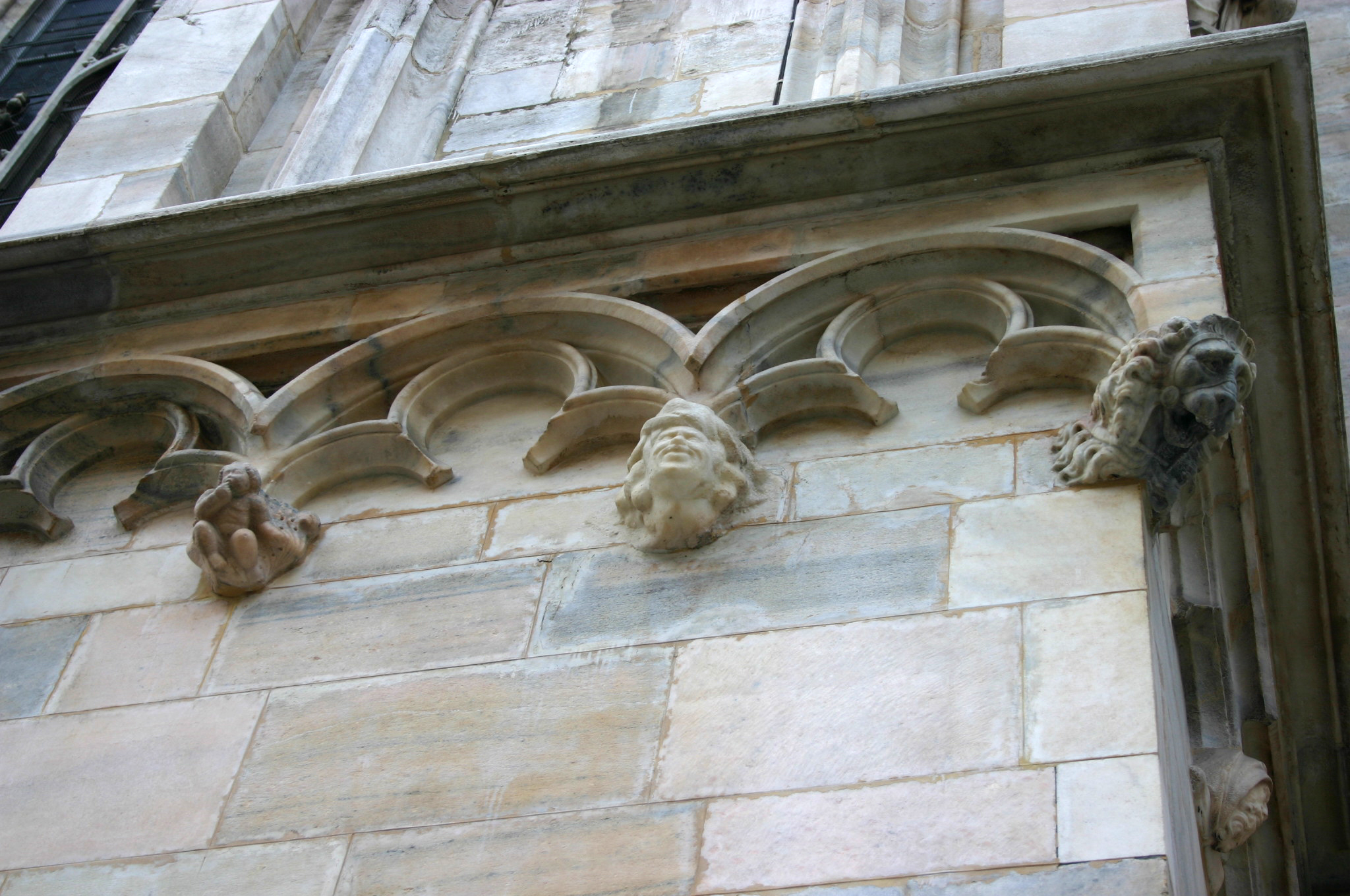
Gli archetti pensili del Duomo di Milano. Sul peduccio, una figura di malato di gozzo

La prima descrizione del cretinismo risale (1220) a Jacques de Vitry (1170 – Roma, 1240), teologo, storico e vescovo cattolico francese, che ebbe modo di osservarlo particolarmente diffuso nella popolazione montana delle Alpi francesi che presentava la formazione di gozzi dovuti all'ingrossamento della ghiandola tiroidea per la mancanza di iodio spesso assente nelle zone montuose dove non arriva l'aria marina che invece ne è ricca.

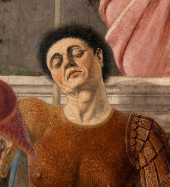
Dettaglio da Resurrezione di Cristo (1465) con lAutoritratto di Piero della Francesca

Il cretinismo era in effetti diffuso da tempi molto antichi quando l'alimentazione poco variata e insufficiente priva di selenio e di iodio causava la diffusione endemica della malattia di cui si trova rappresentazione nell'arte pittorica medioevale specie nelle scene della Via Crucis dove uomini con il gozzo, dall'aspetto di deboli mentali, raffigurano i malvagi torturatori di Cristo.
La diffusione della malattia doveva essere tale da non causare particolare ribrezzo negli osservatori se lo stesso autore della Resurrezione di Cristo, Piero della Francesca ritrae se stesso in modo da evidenziare un gozzo.

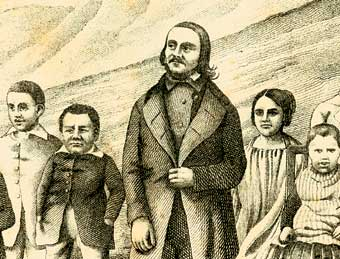
Il medico Johann Jacob Guggenbühl con i suoi pazienti

Non sempre la caratteristica del gozzo nell'arte rappresentava una considerazione negativa del personaggio che ne era affetto; tipico il caso della maschera bergamasca con tre gozzi del Gioppino che simboleggia valori contadini rozzi, ma positivi.
La prima definizione medica del cretinismo si ha nel 1700 e da allora si iniziò una sperimentazione per la terapia della malattia. Il medico Johann Jacob Guggenbühl (Obermeilen, 13 agosto 1816 - Montreux, 2 febbraio 1863), fondò nel 1841 una clinica presso Interlaken per la cura dei bambini affetti da cretinismo o da altre disabilità fisiche e mentali. Guggenbühl attribuiva il cretinismo infantile alla pessime condizioni ambientali e igieniche delle abitazioni e all'abbandono dei neonati per gran parte della giornata da parte dei genitori impegnati nel lavoro. Nella sua clinica ai bambini oltre ad una terapia climatica e dietetica veniva impartito un insegnamento scolastico e un addestramento per l'avviamento al lavoro.

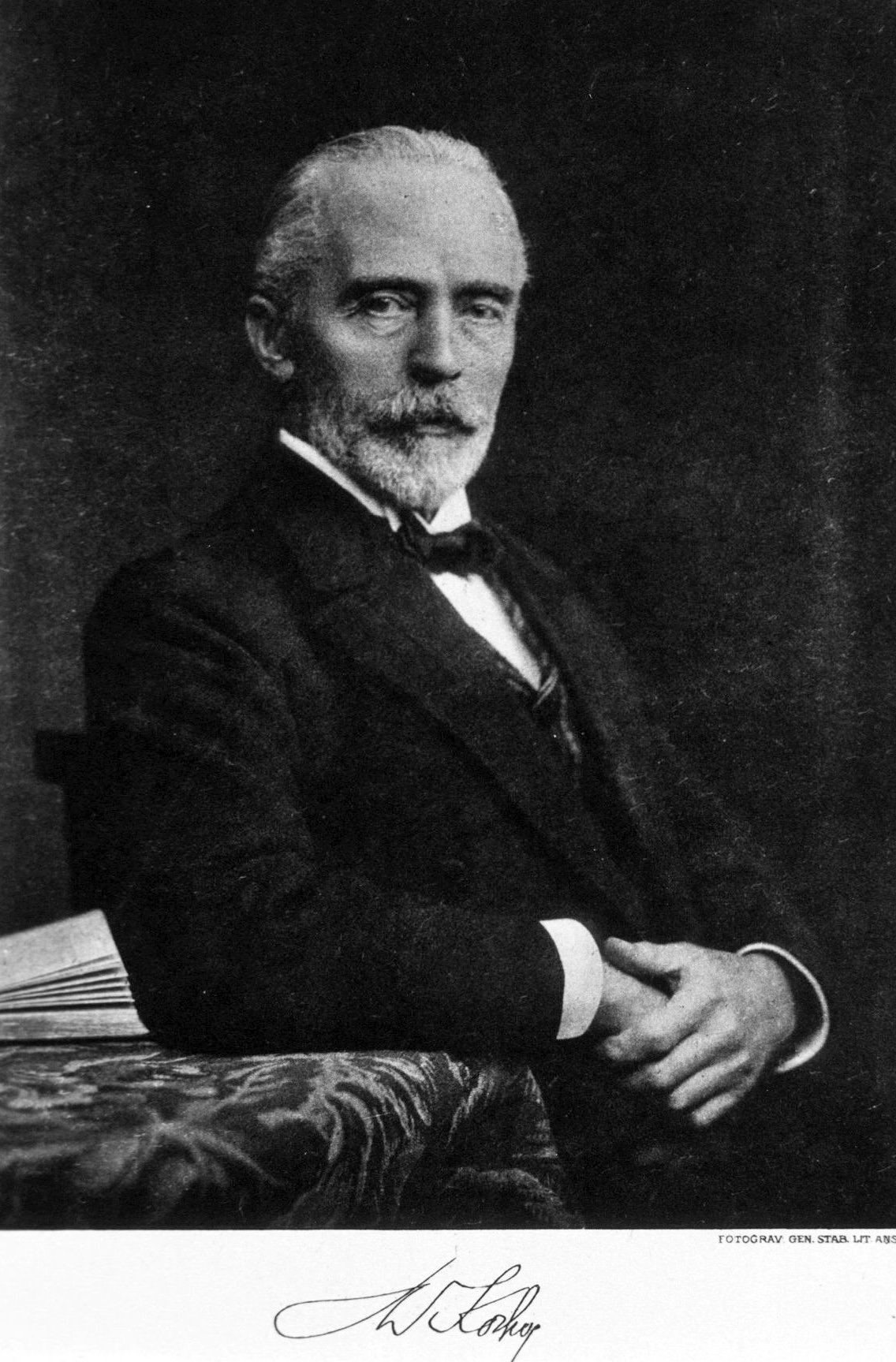
Emil Theodor Kocher

La terapia non ebbe risultati soddisfacenti, ma il tentativo di Guggenbühl è apprezzabile in quanto costituisce il primo esperimento di cura dei disabili in una clinica neuropsichiatrica.
Progressi significativi sulla patologia del gozzo furono compiuti dal medico svizzero e docente presso l'Università di Berna Emil Theodor Kocher (Berna, 25 agosto 1841 – Berna, 27 luglio 1917). Kocher aveva messo a punto un trattamento chirurgico per la rimozione della ghiandola tiroidea in malati affetti da gozzo che sopravvivevano all'operazione, ma che successivamente si ammalavano di cretinismo. Fu il primo a studiare la fisiologia della ghiandola tiroidea, dimostrando la connessione del cretinismo con questa ghiandola e a capire l'importanza dello iodio nella funzionalità della stessa. Per il trattamento chirurgico del gozzo e per queste ricerche venne insignito del Nobel nel 1909.
La malattia che prima era particolarmente diffusa nelle regioni alpine svizzere fu debellata a partire dal 1922 quando si rese obbligatoria in Svizzera la somministrazione di sale iodato.
Ormai il cretinismo dei neonati è quasi scomparso nei paesi industrializzati mentre permane in quelli sottosviluppati del Terzo mondo.

## Sintomi
Nel neonato i sintomi caratteristici sono difficoltà ad alimentarsi, ittero, ernia ombelicale, malformazioni dello scheletro. Nel tempo si presenta un addome sporgente e la pelle assume un aspetto ceroso. I bambini presentano lineamenti del viso caratterizzati da un naso allargato ed appiattito, capelli radi, cute secca e ritardi nella dentizione, oltre che ad una bassa statura.
Nell'adulto la malattia causa cambiamenti (mixedematosi) nei tessuti, aumento di peso, ritardo mentale. I malati spesso non sopportano il freddo e tendono a coprirsi eccessivamente.
I sintomi più comuni sono la stanchezza, depressione, pelle secca, unghie fragili, perdita di capelli, riduzione della memoria, stitichezza, irregolarità mestruali, dolori muscolari.

## Profilassi
Come misura preventiva l'Organizzazione mondiale della sanità (OMS) e la FAO (Food and Agriculture Organization of the United Nations) nel 1992 hanno messo in atto una campagna di educazione alla salute avvertendo i cittadini dei rischi da carenza iodica.
Il Ministero della Salute italiano ha iniziato dal 1997 una campagna per la diffusione dell'uso del sale arricchito con iodio e ha promulgato la legge n. 55 del 21 marzo 2005 indicante le: "Disposizioni finalizzate alla prevenzione del gozzo endemico e di altre patologie da carenza iodica".
La quantità di iodio che pure è presente negli alimenti come la carne, il pesce, le uova può essere insufficiente rispetto a quella raccomandata dai LARN ("Livelli di Assunzione giornalieri Raccomandati di energia e Nutrienti per la popolazione italiana", elaborati dalla SINU "Società Italiana di Nutrizione Umana") che è di 150 µg al giorno. Durante l'allattamento l'assunzione quotidiana dovrebbe aumentare di 50 µg in più dei livelli normali per gli adulti, per compensare la quota di iodio secreta nel latte.
Così anche in gravidanza si raccomanda un surplus di 25 µ g/die, per le necessità di sviluppo del feto.
Vale sempre l'avvertenza che un uso eccessivo del sale, sia iodato o no, è sconsigliato negli individui affetti da ipertensione arteriosa.

## Diagnosi
Per evitare il cretinismo congenito vi sono prove in grado di rilevarlo tempestivamente nei neonati.
Ai neonati viene eseguito un test sul sangue prelevato dal cordone ombelicale, per evidenziare il dosaggio degli ormoni T4 (tiroxina) e TSH (ormone tireostimolante) e la presenza anticorpi antitiroidei.

## Terapia
Per impedire che l'alterato metabolismo causato dall'insufficienza ormonale causi danni allo sviluppo corporeo, si inizia, già durante la prima settimana di vita, una terapia a base di tiroxina o di estratto di tiroide.
La terapia tempestiva è un elemento molto importante che può determinare la scomparsa dei sintomi e un normale sviluppo del bambino.
La cura deve essere eseguita anche nelle donne affette da gozzo in gravidanza.

## Prognosi
Se tempestivamente trattati con ormoni tiroidei e con l'aggiunta di iodio alla dieta, si hanno rilevanti progressi nella cura del cretinismo. Il paziente vivrà normalmente, ma dovrà assumere i farmaci necessari senza interruzioni per tutta la vita e sottoporsi a controlli periodici. Le complicanze con un trattamento adeguato saranno minime: ad esempio vi potrà essere un fisico poco sviluppato, ma non si presenterà il ritardo mentale.